# Єрусалимський собор (49)
Єрусалимський собор — один із перших християнських соборів, що зібрав апостолів і старійшин християнської церкви в Єрусалимі. Собор описаний у книзі Дій апостолів, його проведення як правило датується 49 роком.
Основним питанням собору став Закон Мойсеїв, що передбачав обов'язкове обрізання і захищався фарисеями (Дії 15:5). Протилежної точки зору дотримувались апостол Павло і святий Варнава. Рішенням собору стало відмова від юдейських практик обрізання, жертвоприношень тварин в Єрусалимському храмі, левірату, відвідування єврейських синагог, зберігання суботнього спокою і безлічі інших обрядових ритуалів, за які юдеїв викривав ще сам Христос (напр. Мт. 23:38–46). І, хоча християни з євреїв і надалі намагалися дотримуватися старозавітних обрядів (Дії 21:21–28), рішення собору ознаменували розрив християнства з юдаїзмом і сприяли поширенню християнства серед язичників.
Серед зовнішніх приписів, постановою собору християнам було наказано утримання від ідолопоклонства, жертовної крові, а також заборону віруючим робити іншим того, що собі не хочуть (Дії 15:28–29).
Єрусалимський собор іноді вважається єдиним собором, на якому були присутні апостоли; проте вони збиралися і раніше, зокрема для обрання 12-го апостола (Матвія) замість відпавшого Іуди (Дії 1:13–26), та для обрання семи дияконів (Дії 6:1–6) і в інших випадках.